# Ravine Newland
Die Ravine Newland, ist ein Fluss an der Westküste von Dominica im Parish Saint Paul.

## Geographie
Die Ravine Newland entspringt mit zahlreichen Quellflüssen am westlichen Hang des Morne Cabrits Marons, einem Vorberg an der Westküste von Dominica (⊙ 450 m,⊙, 350 m).
Die Quellbäche verlaufen nach Westen, zum Teil parallel und nur wenige Meter entfernt von Zuflüssen des südlich verlaufenden Boeri River. Die Quellbäche vereinigen sich bei Culpepper Estate und im Ortsgebiet von Canefield. Dort kreuzt der Fluss auch die Landebahn des Canefield Airport, um nach wenigen hundert Metern in der Pringles Bay in das Karibische Meer zu münden.
Im Unterlauf verläuft der Fluss teilweise parallel zur Ravine Bernard im Norden.